# Otodectes cynotis
Espèce
Otodectes cynotis est une espèce d'acariens de la famille des Psoroptidae. Elle est responsable de certaines gales des oreilles chez le chat et le chien.

### Référence taxinomique
- (en) Catalogue of Life : Otodectes cynotis (Hering, 1838) (consulté le 8 avril 2012)